# Украінська Муза (антологія)
«Украінська Муза». Поетична антологія од початку до наших днів — антологія української поезії, що вийшла 1908 у Києві заходами і за редакцією Олекси Коваленка. Охоплювала надбання української поезії початку XX ст., різні художні напрями (романтизм, реалізм, імпресіонізм), школи, містила чимало творів, які раніше в Наддніпрянській Україні через цензурні заборони не були надруковані.
Антологія явила світові повну картину розвитку української поетичної творчості. Окремі випуски арештовувались царською цензурою, після 1930-тих знаходились у спецфондах бібліотек.

## Характеристика
«Українська муза» — цілісне художньо-політичне видання, споряджене довідково-біографічними матеріалами про кожного з авторів (біографічними джерелами, фотографіями поетів), художньо оформлене відомим живописцем і графіком І. Бурячком. 
Виходила окремими зошитами, які мають суцільну пагінацію — всього 12 випусків. До антології включено 125 поетів.
«Українська муза» давала уявлення про розмаїття української поезії, особливості творчого обличчя багатьох митців, які виступали у різних жанрах, зокрема ліричних. Вперше в межах царської Росії тут надруковані гімн «Ще не вмерла Україна» П. Чубинського, «Не пора» Івана Франка та ін. Деякі твори з уваги на цензуру упорядник змушений був подати скорочено, у підретушованому вигляді (маючи на те дозвіл авторів). Антологія свідчила про безперечне художнє багатство, творчий поступ українського слова.
Згодом окремі учасники «Української музи» взяли активну участь у будівництві Української Народної Республіки (І. Липа, М. Славинський, С. Шелухин, І. Огієнко, С. Черкасенко та ін.), у зв'язку з чим змушені були емігрувати. Частина авторів антології була репресована сталінським режимом (Микола Вороний, Г. Чупринка, М. Чернявський, О. Луцький та ін.).

## Перевидання
Факсимільне видання випусків «Української Музи» було здійснене в 1993 в Києві АТ «Обереги» тиражем 30 000. Випуски містять наукові коментарі від АТ «Обереги». Серія випусків вийшла під ISBN 8-8104-0009-4. 

## Джерело
- Літературознавчий словник-довідник за редакцією Р. Т. Гром'яка, Ю. І. Коваліва, В. І. Теремка. — К.: ВЦ «Академія», 2007